# アルベルト・ベルスエ
アルベルト・ベルスエ・アリアス（Alberto Belsué Arias、1968年3月2日 - ）は、スペイン・アラゴン州サラゴサ出身の元同国代表サッカー選手。ポジションはDF。
レアル・サラゴサやデポルティーボ・アラベス、CDヌマンシアといったクラブでプレーし、ラ・リーガ通算319試合に出場した。

## クラブ経歴
アラゴン州のサラゴサに生まれ、エンデサ・デ・アンドラを経て1988年にラ・リーガのレアル・サラゴサに加入した。サラゴサでは、公式戦300試合以上に出場し、1993-94シーズンのコパ・デル・レイ、翌シーズンのUEFAカップウィナーズカップ優勝に貢献した。
サラゴサを退団後は、デポルティーボ・アラベス、CDヌマンシアに短期間在籍し、2001年、当時ギリシャのイラクリス・テッサロニキFCに所属していたベルスエは、33歳で現役を引退した。

## 代表経歴
1994年11月16日、UEFA EURO '96予選のデンマーク代表戦にて、先発フル出場したことでスペイン代表デビューを果たした。1996年、UEFA EURO '96に臨むスペイン代表の登録メンバーに選出され、グループステージ初戦のブルガリア戦とベスト16のイングランド戦に出場したが、そのイングランド戦でPK戦の末、スペイン代表は大会を後にした。

## タイトル

### クラブ
レアル・サラゴサ
- コパ・デル・レイ : 1回 (1993-94)
- UEFAカップウィナーズカップ : 1回 (1994-95)